# Tibás
Tibás est un canton de la province de San José au Costa Rica.

## Histoire
Le canton a été créé par la loi du 27 juillet 1914. Il était autrefois connu sous le nom de San Juan del Murciélago.

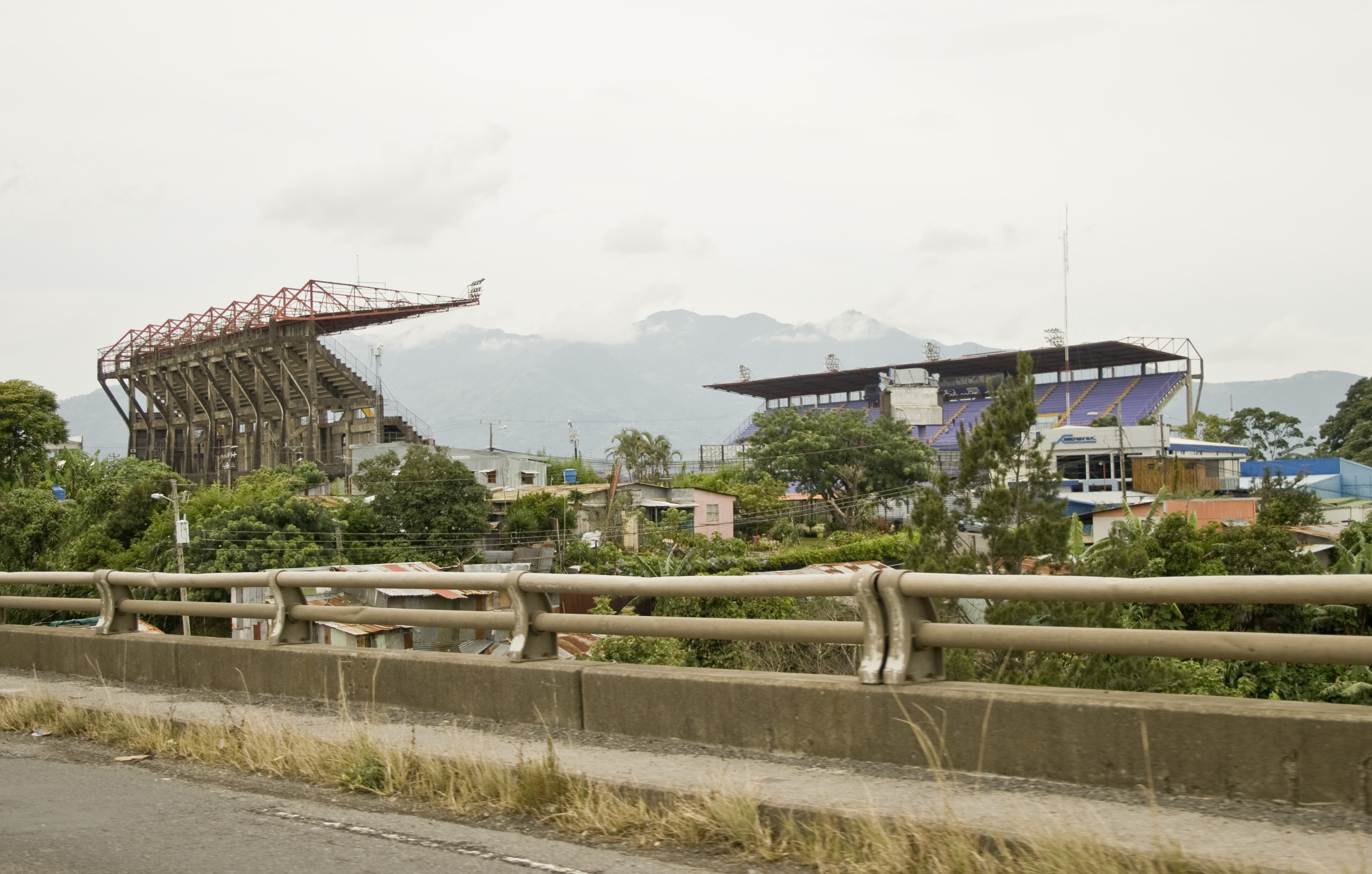
Stade Ricardo Saprissa Ayma

## Districts
Le canton de Tibás est subdivisé en cinq districts (distritos) :
1. San Juan
2. Cinco Esquinas
3. Anselmo Llorente
4. León XIII
5. Colima